# Rozhledna na Vlčí hoře
Rozhledna na Vlčí hoře je postavena na plochém vrcholu Vlčí hory (891 m n. m.). Telekomunikační věž je tvořena ocelovým tubusem o výšce 40 m, kolem kterého se spirálovitě vine schodiště k vyhlídkové plošině umístěné ve výši 15 m. K rozhledně vede modrá  turistická značka, nedaleko prochází cyklotrasa č. 23.